# 拉穆埃拉
拉穆埃拉，是西班牙阿拉贡自治区萨拉戈萨省的一个市镇。 总面积144平方公里，总人口1773人（2001年），人口密度12人/平方公里。